# 名護市
名護市（日语：／ Nago shi */?，琉球語：／ ）是日本沖繩縣轄下的一個城市，位於沖繩本島的中北部，是該島北半地區唯一的市，同時擁有沖繩島東側和西側的海岸。市中心靠近西海岸名護灣。產業包括花卉、果樹、蔬菜的栽培，漁業、蝦養殖業。市區東方的名護城是寒紅櫻花名所。2000年G8高峰會曾經在此舉行。

## 地理

### 轄區
| - 東江1～5 - 旭川 - 安部 - 安和 - 伊佐川 - 稻嶺 - 宇茂佐 - 運天原 - 大浦 - 大川 - 大北1～5 - 大中1～5 - 大西1～5 - 大東1～4 - 大南1～4 - 親川 - 勝山 | - 我部 - 我部祖河 - 嘉陽 - 川上 - 喜瀨 - 許田 - 久志 - 城 - 源河 - 幸喜 - 吳我 - 古我知 - 數久田 - 濟井出 - 瀨嵩 - 田井等 | - 汀間 - 天仁屋 - 豐原 - 仲尾 - 仲尾次 - 中山 - 名護 - 為又 - 二見 - 振慶名 - 邊野古 - 真喜屋 - 港1・2 - 三原 - 宮里1~7 - 宮里 |

## 歷史
| 時間     | 行政劃分 | 行政劃分 | 行政劃分 | 行政劃分 | 行政劃分 | 行政劃分 |
| 1890年代 | 羽地間切 | 羽地間切 | 名護間切 | 名護間切 | 久志間切 | 久志間切 |
| 1900年代 | 羽地村   | 羽地村   | 名護村   | 名護村   | 久志村   | 久志村   |
| 1910年代 | 羽地村   | 羽地村   | 名護村   | 名護村   | 久志村   | 久志村   |
| 1920年代 | 羽地村   | 羽地村   | 名護町   | 名護町   | 久志村   | 東村     |
| 1930年代 | 羽地村   | 羽地村   | 名護町   | 名護町   | 久志村   | 東村     |
| 1940年代 | 羽地村   | 屋我地村 | 名護町   | 屋部村   | 久志村   | 東村     |
| 1950年代 | 羽地村   | 屋我地村 | 名護町   | 屋部村   | 久志村   | 東村     |
| 1960年代 | 羽地村   | 屋我地村 | 名護町   | 屋部村   | 久志村   | 東村     |
| 1970年代 | 名護市   | 名護市   | 名護市   | 名護市   | 名護市   | 東村     |
| 1980年代 | 名護市   | 名護市   | 名護市   | 名護市   | 名護市   | 東村     |
| 1990年代 | 名護市   | 名護市   | 名護市   | 名護市   | 名護市   | 東村     |
| 2000年代 | 名護市   | 名護市   | 名護市   | 名護市   | 名護市   | 東村     |

- 1673年，名護間切東部分割獨立設置久志間切。
- 1896年4月1日：實施郡區制，為國頭郡轄下之羽地間切、名護間切、久志間切。
- 1908年4月1日：實施町村制，改設為羽地村、名護村、久志村。
- 1923年4月1日：久志村北部分割獨立成東村。
- 1924年2月1日：名護村改制為名護町。
- 1946年5月16日：羽地村的屋我地島分割獨立成屋我地村。
- 1946年5月20日：名護町北西部分割獨立成屋部村。
- 1953年：連結奧武島（羽地村）和屋我地島（屋我地村）的屋我地大橋完成。
- 1960年：由於智利地震產生的海嘯，造成羽地村的真喜屋小學和屋我地大橋受到嚴重傷害。
- 1970年8月1日：名護町、屋部村、羽地村、久志村、屋我地村合併為名護市。
- 1975年：因舉辦沖繩國際海洋博覽會，沖繩自動車道許田～石川段通車。
- 1979年：名護下水道處理場完成。日本職棒日本火腿鬥士（現北海道日本火腿鬥士）開始在市內進行春訓。
- 1987年：沖繩自動車道至那霸全線通車。
- 2000年：G8高峰會在市內的萬國津梁館召開。
- 2006年，日本、美国两国政府决定将普天間飛行場搬迁名护市边野古沿岸地区。
- 2015年5月17日，约3.5万日本民众在冲绳县那霸市集会反对在边野古修建美军基地。[1]

## 交通

### 道路
| 高速道路 - 沖繩自動車道：許田交流道 一般國道 - 國道58號 - 國道329號 - 國道331號 - 國道449號 - 國道505號 主要地方道 - 沖繩縣道71號名護宜野座線 - 沖繩縣道72號名護運天港線 - 沖繩縣道84號名護本部線 - 沖繩縣道91號本部循環線 | 一般縣道 - 沖繩縣道13號線 - 沖繩縣道14號線 - 沖繩縣道18號線 - 沖繩縣道110號線（包括屋我地大橋） - 沖繩縣道118號線 - 沖繩縣道125號線 - 沖繩縣道244號渡久地山入端線 - 沖繩縣道247號古宇利屋我地線（連接屋我地島和今歸仁村的古宇利島） - 沖繩縣道248號屋我地仲宗根線 |

## 教育

### 大學
| - 公立名櫻大學（页面存档备份，存于） | - 沖繩縣立農業大學校 |

### 高等專門學校
- 國立沖繩工業高等專門學校（页面存档备份，存于）

### 高等學校
| - 沖繩縣立名護高等學校（页面存档备份，存于） - 沖繩縣立名護商業高等學校（页面存档备份，存于） | - 沖繩縣立北部工業高等學校（页面存档备份，存于） - 沖繩縣立北部農林高等學校（页面存档备份，存于） |

### 中學校
| - 名護市立東江中學校 - 名護市立大宮中學校 - 名護市立久志中學校 - 名護市立久邊中學校（页面存档备份，存于） - 名護市立名護中學校 | - 名護市立羽地中學校 - 名護市立屋我地中學校 - 名護市立屋部中學校 - 沖繩三育中學校 |

### 小學校
| - 名護市立東江小學校 - 名護市立安和小學校 - 名護市立稻田小學校 - 名護市立大北小學校 - 名護市立大宮小學校 - 名護市立嘉陽小學校 - 名護市立久志小學校 - 名護市立久邊小學校 - 名護市立源河小學校 | - 名護市立瀨喜田小學校 - 名護市立天仁屋小學校 - 名護市立名護小學校 - 名護市立羽地小學校 - 名護市立真喜屋小學校 - 名護市立三原小學校 - 名護市立屋我地小學校 - 名護市立屋部小學校 - 名護市立屋部小學校中山分校 |

### 特殊學校
| - 沖繩縣立名護養護學校（页面存档备份，存于） | - 沖繩縣立櫻野養護學校（页面存档备份，存于） |

### 看護學校
- 北部地區醫師會北部看護學校（页面存档备份，存于）

## 姊妹市

### 日本
- 枚方市（大阪府）-1997年7月31日締結
- 瀧川市（北海道）-1990年7月1日締結
- 松尾村（岩手縣岩手郡）-1988年1月28日締結

### 海外
- 隆德里納市(Londrina)（巴西）-1998年8月7日締結
- 希洛市(Hilo)（美國 夏威夷州）-1986年6月13日締結

## 本地出身名人
- 德田球一：政治家
- 黑木美沙：女演員
- ：搞笑藝人
- 大城由香：漫畫家
- 上原典子：前琉球朝日放送播音員
- 諸見里志信：女子職業高爾夫選手

## 圖片

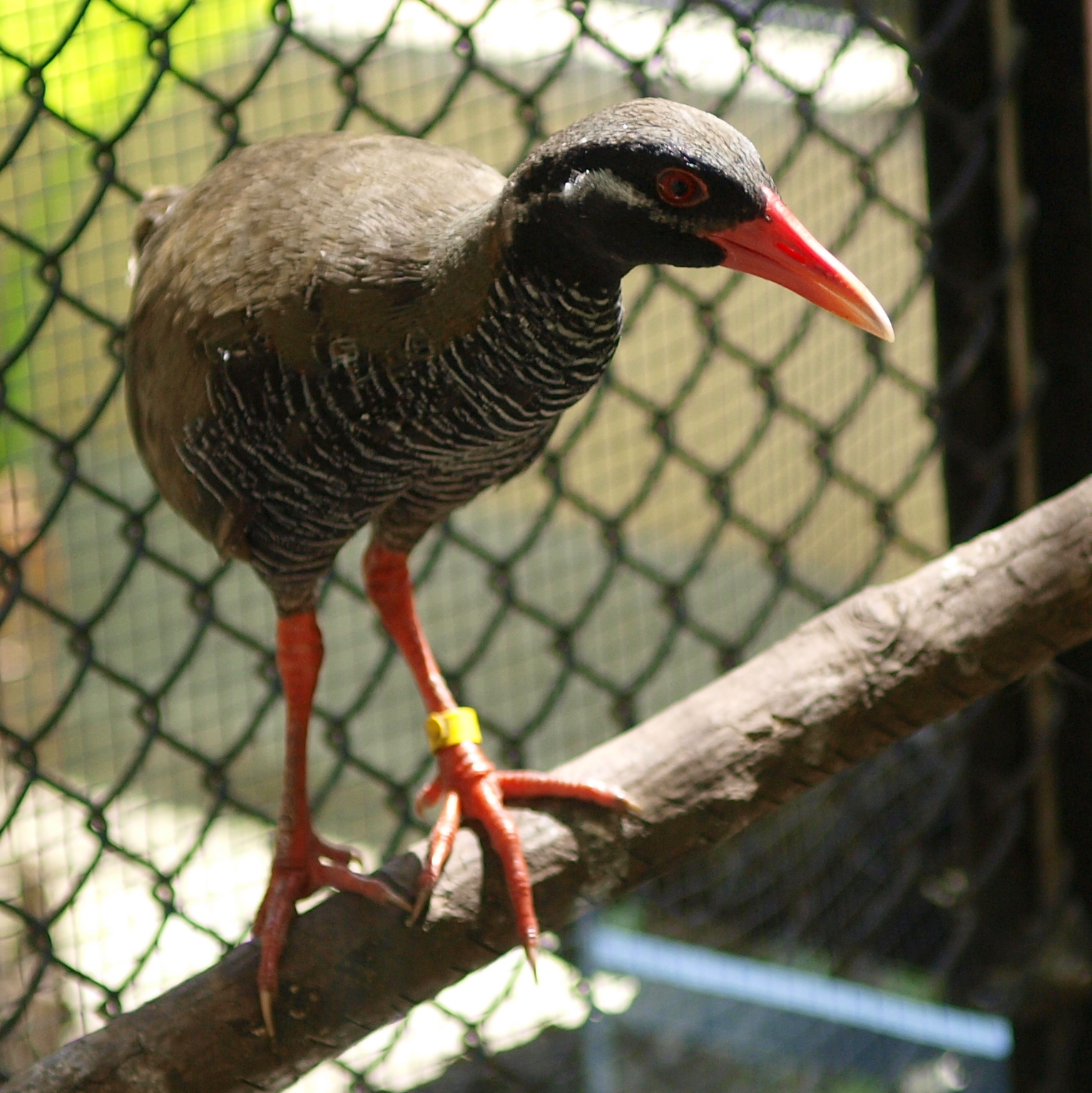
新公園沖繩
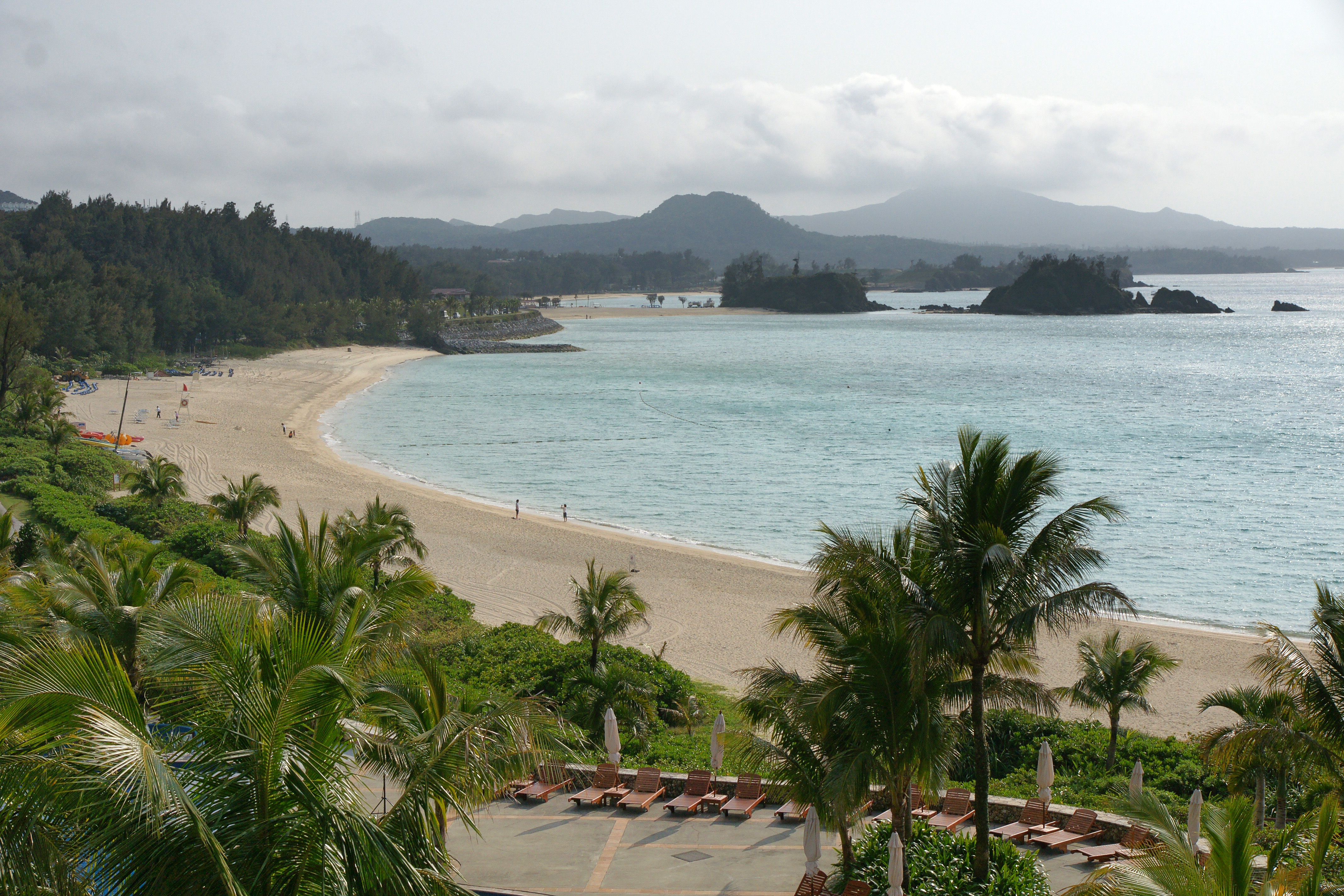
部瀬名海角
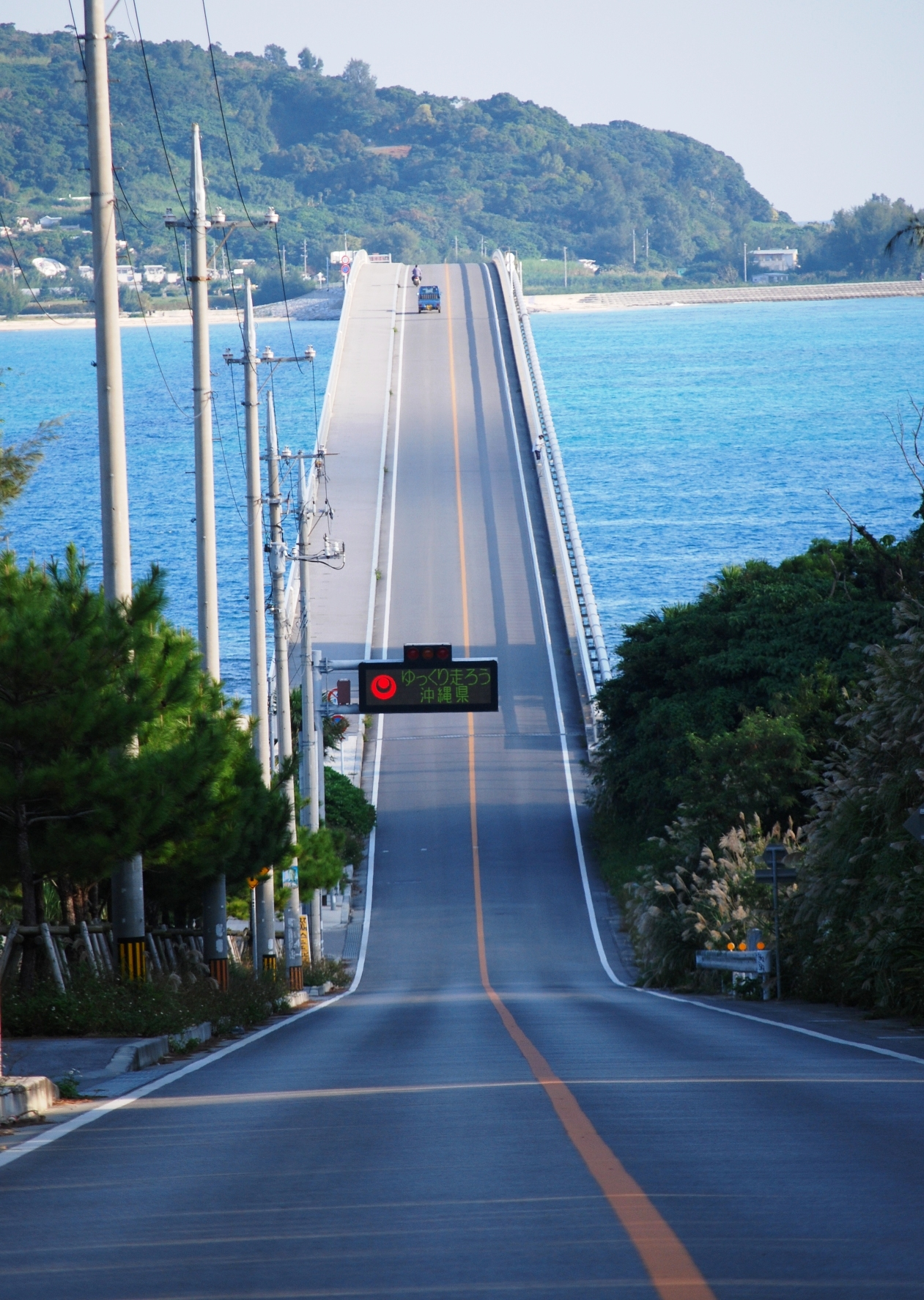
古宇利大橋
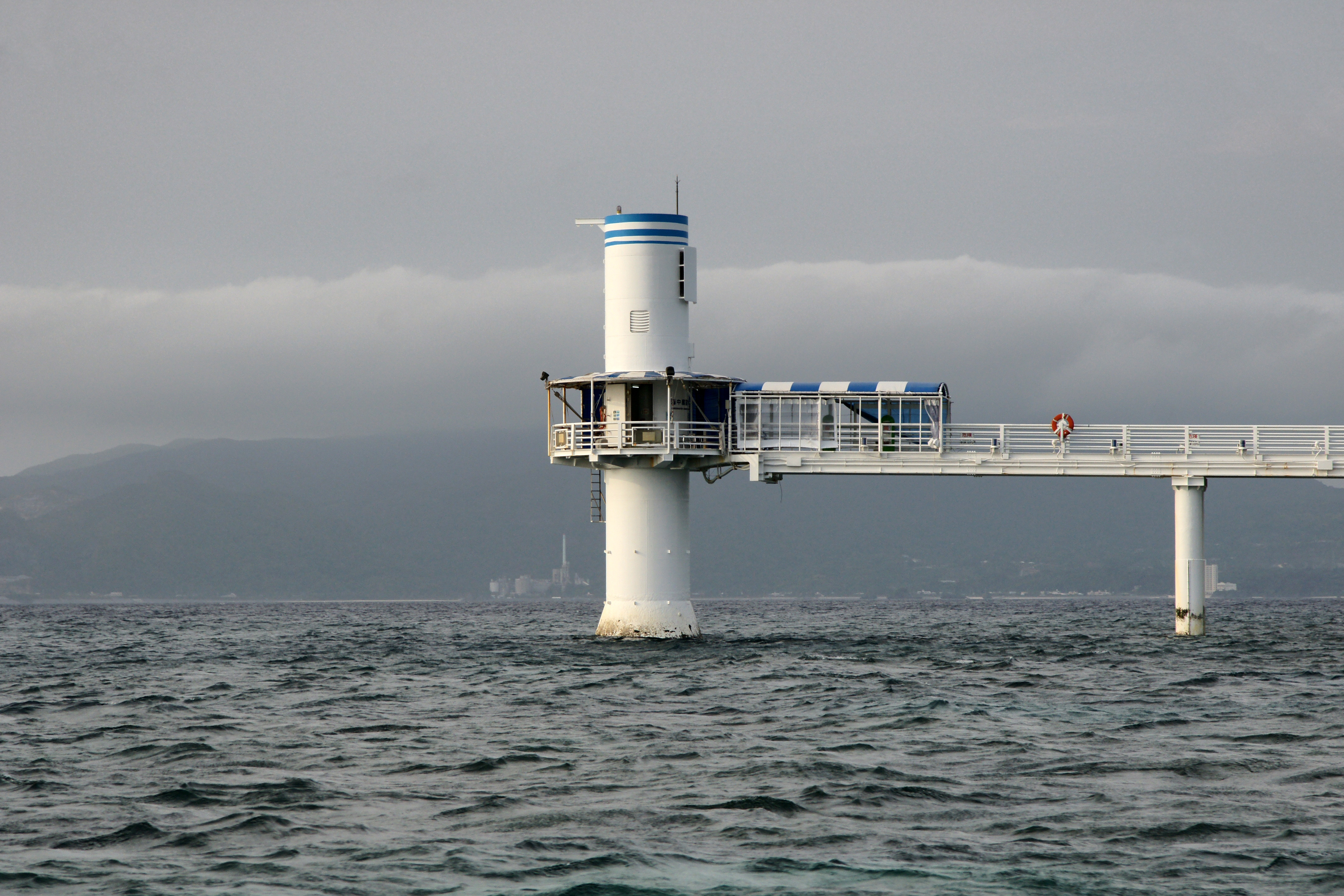
部瀬名海中公園
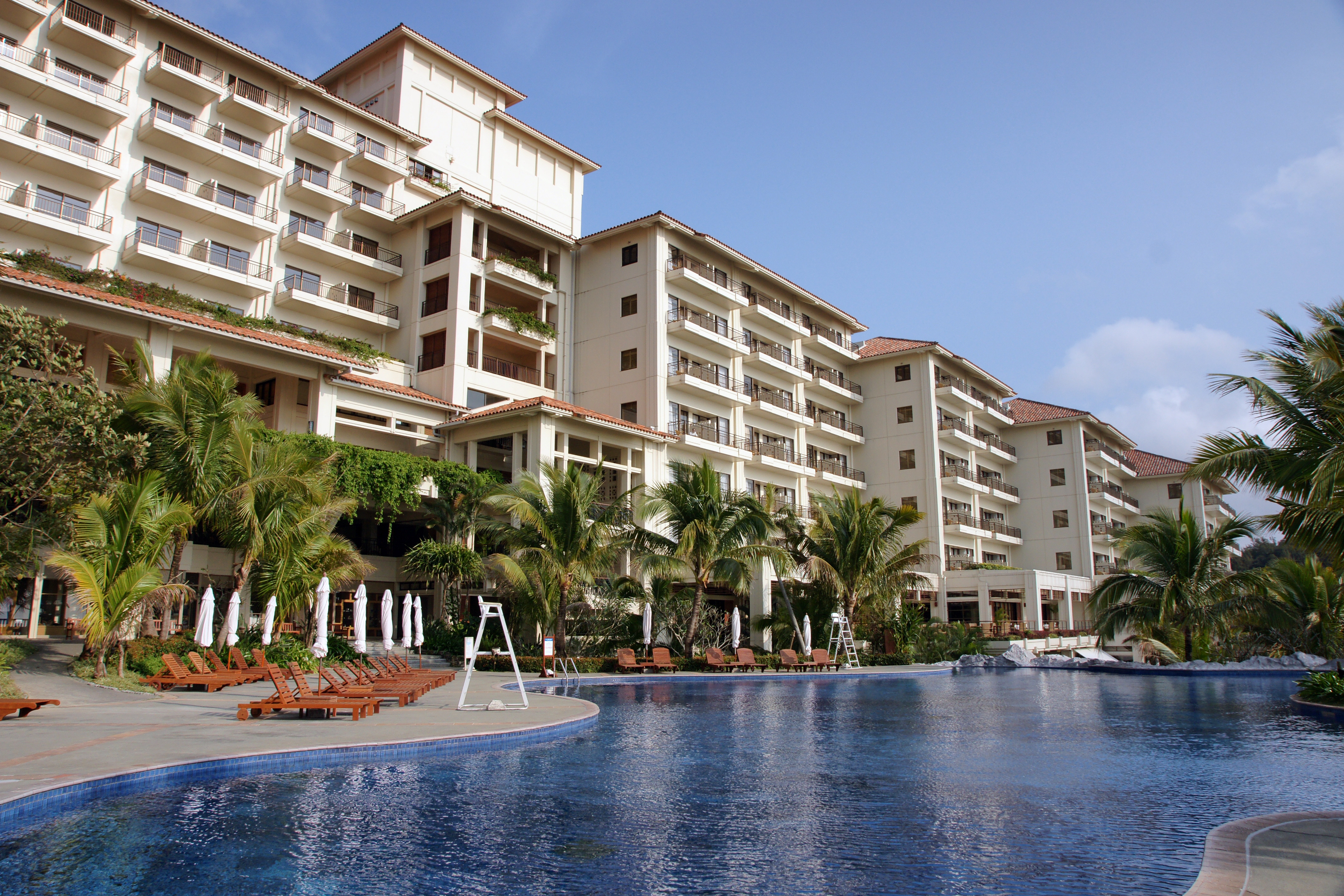
部瀬名露台旅館
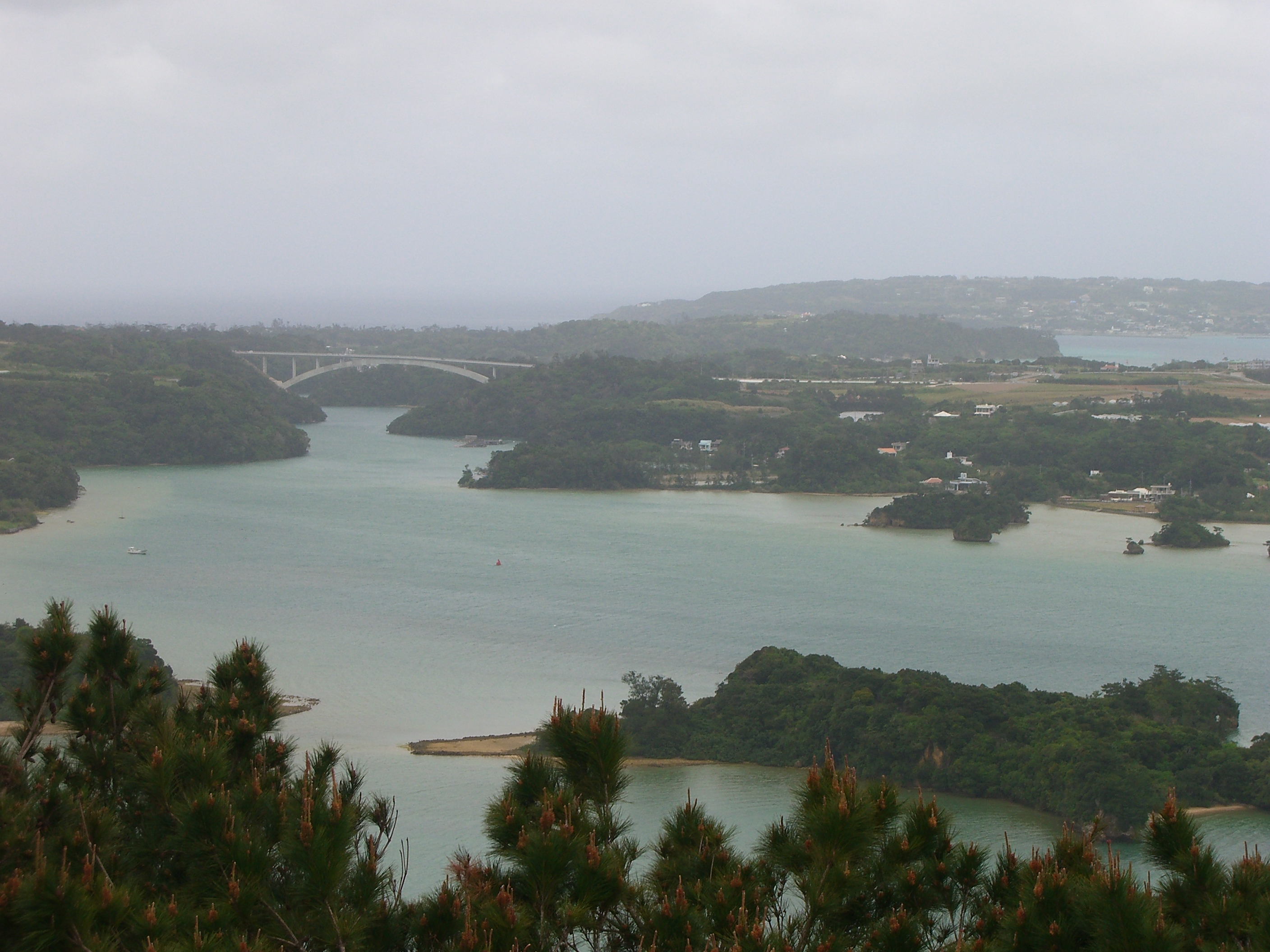
羽地內海
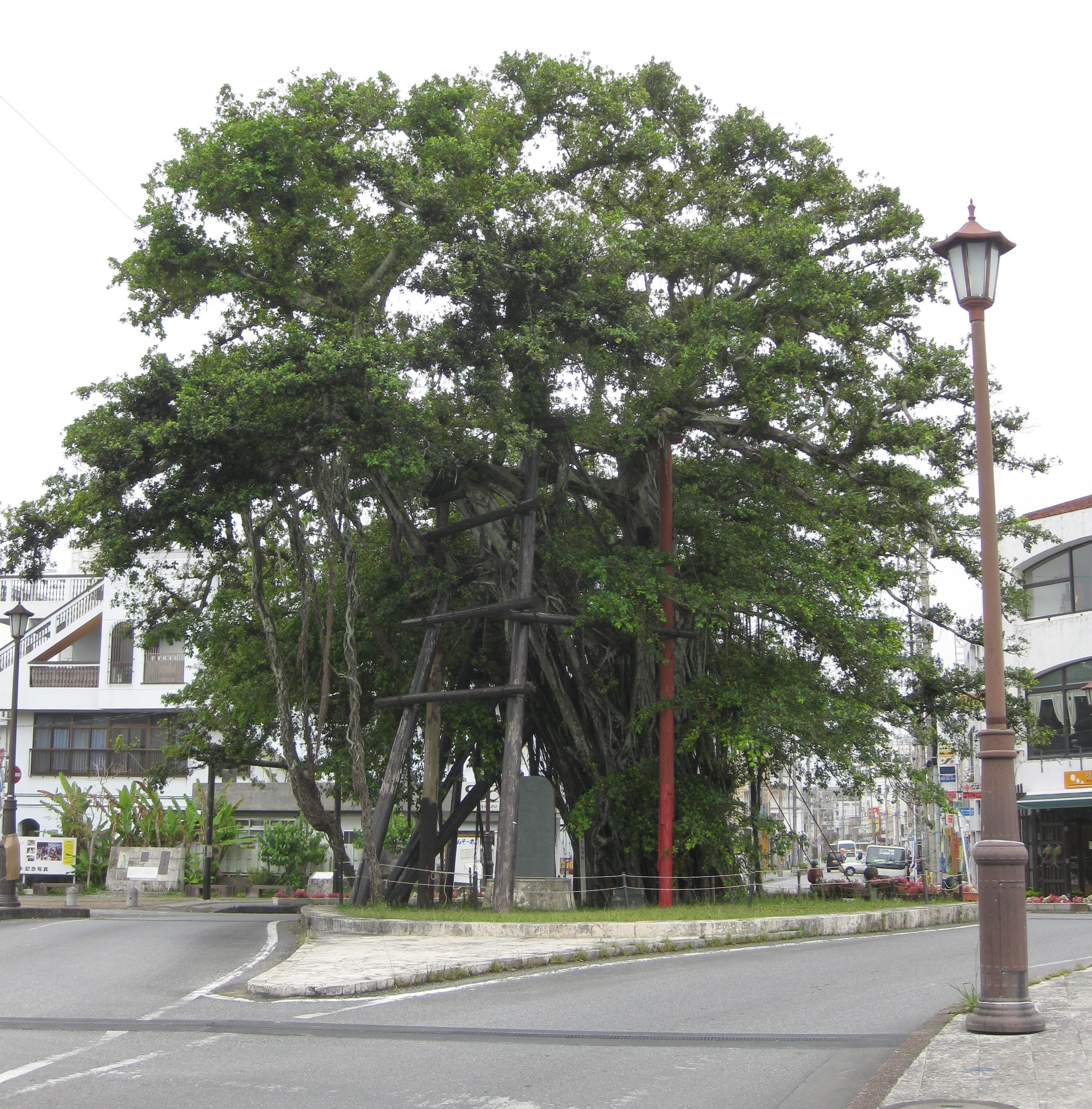
品分細葉榕
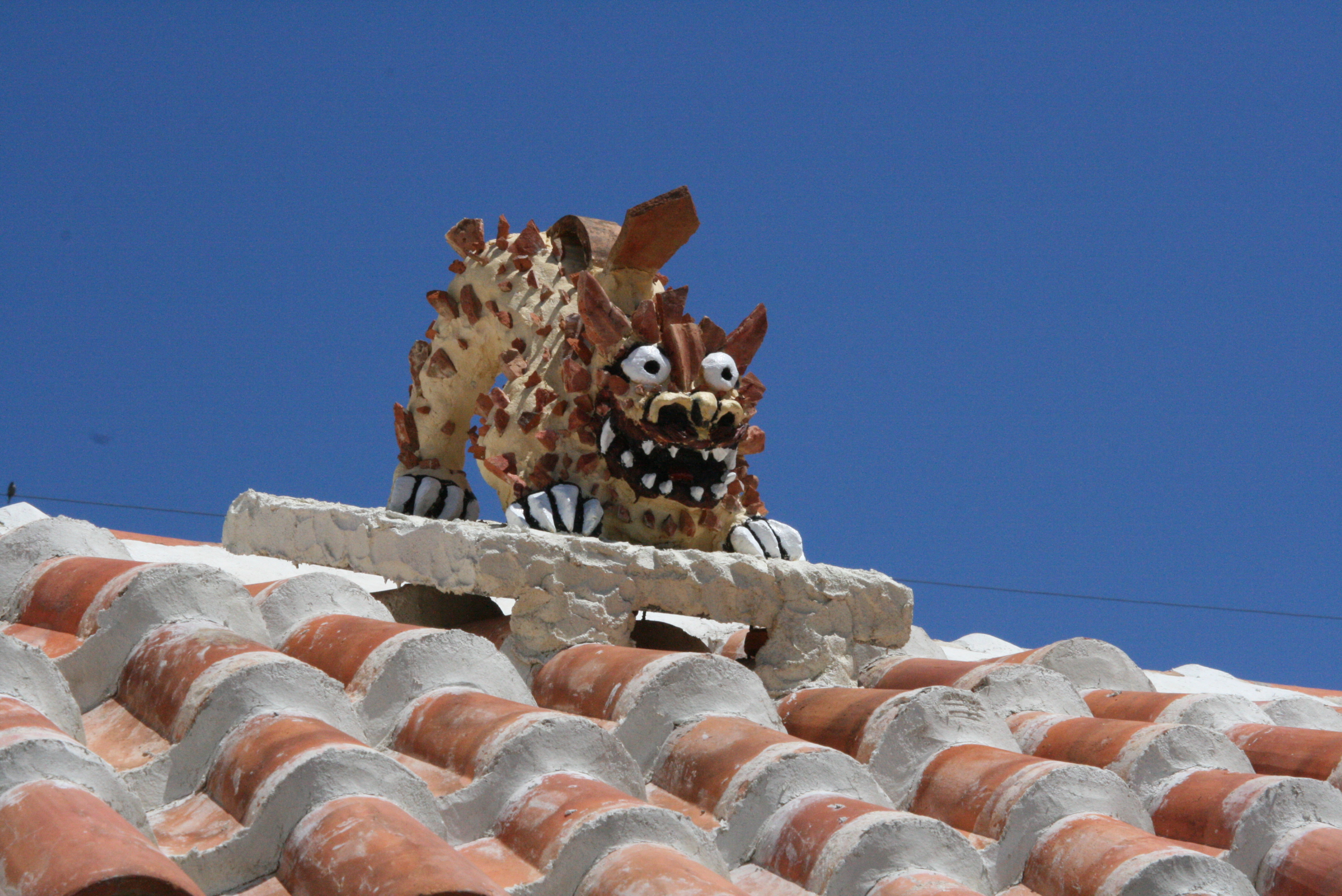
風獅爺

## 外部連結
- （日語）名護市共網站（页面存档备份，存于）
- （日語）維客旅行上的名護市（页面存档备份，存于）
- OpenStreetMap上有關名護市的地理